# 周鸿兴
周鸿兴（1941年12月—），男，江苏吴县人，中华人民共和国数学教育家、政治人物，山东大学教授，曾任山东省政协副主席，中国国民党革命委员会中央委员会常务委员，第八、九、十届全国人大代表。